# Eois duplicilinea
Eois duplicilinea är en fjärilsart som beskrevs av Alfred Ernest Wileman 1911. Eois duplicilinea ingår i släktet Eois och familjen mätare. Inga underarter finns listade i Catalogue of Life.